# Psilochorus redemptus
Psilochorus redemptus är en spindelart som beskrevs av Willis J. Gertsch och Stanley B. Mulaik 1940. Psilochorus redemptus ingår i släktet Psilochorus och familjen dallerspindlar. Inga underarter finns listade i Catalogue of Life.